# Джароле
Джароле (італ. Giarole, п'єм. Giaròli) — муніципалітет в Італії, у регіоні П'ємонт,  провінція Алессандрія.
Джароле розташоване на відстані близько 480 км на північний захід від Рима, 70 км на схід від Турина, 17 км на північ від Алессандрії.
Населення — 716 осіб (2014).
Щорічний фестиваль відбувається 25 липня. Покровитель — San Giacomo.

## Демографія
Населення за роками:

Станом на 1 січня 2023 року в муніципалітеті офіційно проживали 32 іноземці з 14 країн, серед них 13 громадян країн Євросоюзу та 1 громадянин України.

## Сусідні муніципалітети
- Мірабелло-Монферрато
- Оччим'яно
- Помаро-Монферрато
- Валенца